# Sam Bush
Sam Bush (Bowling Green, 13 aprile 1952) è un musicista statunitense.
Nato a Bowling Green, nel Kentucky, Bush è cresciuto ascoltando musica country e bluegrass attraverso la collezione di dischi di suo padre Charlie, e guardando lo show televisivo "Flatt & Scruggs", in cui i celebri musicisti Earl Scruggs e Lester Flatt si esibivano in brani prevalentemente bluegrass. Dopo aver acquistato il  suo primo mandolino all'età di 11 anni, Sam si esibì, due anni dopo, nel 1965, al Roanoke VA Bluegrass Festival. Successivamente, si unì al chitarrista Wayne Stewart, suo mentore ed insegnante di musica e al suonatore di banjo Alan Munde (in seguito tra i fondatori della band "Country Gazette") e i tre registrarono un album strumentale nel 1969. Nella primavera del 1970, Bush partecipò alla Fiddlers Convention of Union Grove, nella Carolina del Nord; l'incontro con la New Deal String Band, un gruppo folk del '66, fu fondamentale per lui, che trasse ispirazione per il proprio stile bluegrass progressivo. Più tardi, sempre nel '70, Sam si trasferì a Louisville e si unì alla "Bluegrass Alliance", una band nata dieci anni prima e capitanata dal famoso chitarrista Tony Rice. Nell'autunno del 1971, la band si sciolse e si riformò con una nuova formazione con il nome di "New Grass Revival": la band, che nel corso degli anni subì numerosi cambiamenti di formazione  (per ironia della sorte, nell'ultima formazione l'unico componente originale della band rimasto fu proprio Sam Bush), includendo sempre nuovi membri, come ad esempio il celebre bassista e cantante John Cowan, l'asso di banjo Béla Fleck e il chitarrista acustico Pat Flynn. Dal 1979 al 1981, il gruppo fece un tour con il famosissimo Leon Russell, aprendo gli spettacoli e accompagnando Russell durante l'esecuzione di alcuni brani.
A partire dal 1980, Bush e Cowan si esibirono periodicamente nella "Duckbutter Blues Band" di Nashville, i cui altri membri erano il chitarrista blues Kenny Lee, il batterista Jeff Jones e il bassista Byron House. Bush registrò il suo primo album solista di debutto, "Late as Usual", quattro anni dopo. Nel 1989, Bush e Fleck si unirono al violinista Mark O'Connor, al chitarrista dobro Jerry Douglas e al contrabbassista Edgar Meyer fondando i "Strength in Numbers", una band di Stelle del Bluegrass, esibendosi al Telluride Bluegrass Festival, in Colorado. Nel 1989, a seguito dello scioglimento dei "New Grass Revival", Bush si unì ai "Nash Ramblers" la band di Emmylou Harris, famosissima cantante dell'Alabama, con cui Sam suonò e registrò per i successivi cinque anni.
Nel 1995, Bush lavorò come accompagnatore con i "Flecktones" del cantante country-folk Lyle Lovett ed il suo vecchio amico Bela Fleck. Un anno dopo, nel 1996, poco prima di registrare il suo secondo album da solista, "Glamour & Grits", Sam formò una sua band, con Cowan e l'ex "Nash Ramblers" Jon Randall e Larry Atamanuick. Nel 1998 pubblicò il suo terzo album," Howlin 'at the Moon", nel 1998, con molti ospiti speciali, tra cui Harris, Fleck e JD Crowe.
Nell'inverno del 1997, Bush e gli ex membri dei "New Grass Revival" si riunirono occasionalmente, a otto anni dallo scioglimento, per un'apparizione al Late Night di Conan O'Brien come band di supporto per un'esibizione del celebre cantante country Garth Brooks. Il 28 marzo 1998, la città natale di Bush, Bowling Green, lo onorò con una speciale celebrazione del "Sam Bush Day".
Nel 2000 uscì "Ice Caps: Peaks of Telluride", quarto album di Bush, interamente live. Nel 2004, Jon Randall lasciò la band di Bush; gli subentrò il polistrumentista Brad Davis, che si alternò all'armonica e alla chitarra.
Nel 2003 Bush pubblicò il suo quinto album, "Hold on, We're Strummin' ", che vide la partecipazione del grande mandolinista David Grisman; un anno dopo, nel 2004, uscì il suo sesto album, "King of My World".
Nel 2006 Bush pubblicò il suo settimo album, "Laps in Seven": la pubblicazione fu significativa, perché segnò il ritorno del banjo (che mancava da molto nei brani di Bush), suonato da Scott Vestal. Poco dopo la registrazione di quest'album, il chitarrista Keith Sewell lasciò la band di Bush per unirsi alla band texana delle "Dixie Chicks"; al suo posto fu assunto Stephen Mougin.
Nel 2007, Bush pubblicò il suo primo DVD per concerti dal vivo, intitolato "On The Road". Il 2007 segna anche la prima volta che è stato scelto per presentare gli International Bluegrass Music Association Awards, (anno in cui per la prima volta una band italiana, Mideando String Quintet, fu sul palco e consegnò il Grammy Award a Rob Ickes, votato miglior suonatore di dobro squareneck).
Nel 2009 uscì "Circle Around Me", ottavo e, fino ad oggi, ultimo album di Sam Bush.

## Curiosità
Oltre ad essere un grande mandolinista, Sam Bush è anche un ottimo "fiddler":  dal 1979 al 1981,durante il tour con Leon Russell, Sam si alternava tra il mandolino ed il violino, a seconda dei brani. Il sedici dicembre del 2015, durante i festeggiamenti per il settantesimo compleanno del celebre polistrumentista e cantautore folk John McEuen , Bush si è esibito come violinista al "Music City Roots Live From The Factory" nel celebre brano "Little Girl of Mine in Tennessee" (da lui stesso eseguita al mandolino molti anni prima con Bela Fleck e Jerry Douglas alle "Transatlantic Sessions") in una formazione bluegrass composta da John McEuen al banjo, Mike Bub al contrabbasso, Rhonda Vincent e Roland White entrambi al mandolino, Jerry Douglas al dobro e Matt Cartsonis alla chitarra.

## Discografia
Album
- 1985 - Late as Usual
- 1996 - Glamour & Grits
- 1998 - Howlin' at the Moon
- 2000 - Ice Caps: Peaks of Telluride
- 2003 - Hold on, We're Strummin' (con David Grisman)
- 2004 - King of My World
- 2006 - Laps in Seven
- 2009 - Circles Around Me